# Backlash (2023)
Pour les articles homonymes, voir Backlash.
L'édition 2023 de Backlash est un Premium Live Event de catch (lutte professionnelle) produit par la World Wrestling Entertainment (WWE), une fédération de catch américaine, qui est télédiffusée, visible en paiement à la séance et sur le WWE Network. L'événement a eu lieu le 6 mai 2023 au José Miguel Agrelot Coliseum à San Juan, à Porto Rico. Il s'agit de la dix-huitième édition de Backlash.

## Contexte
Les spectacles de la World Wrestling Entertainment (WWE) sont constitués de matchs aux résultats prédéterminés par les scénaristes de la WWE. Ces rencontres sont justifiées par des storylines – une rivalité avec un catcheur, la plupart du temps – ou par des qualifications survenues dans les shows de la WWE telles que Raw, SmackDown. Tous les catcheurs possèdent une gimmick, c'est-à-dire qu'ils incarnent un personnage gentil (Face) ou méchant (Heel), qui évolue au fil des rencontres. Un événement comme Backlash est donc un événement tournant pour les différentes storylines en cours,.

## Tableau des matchs
| Ordre par numéros                                                                         | Résultat                                                                             | Stipulation(s)                                             | Temps |
| ----------------------------------------------------------------------------------------- | ------------------------------------------------------------------------------------ | ---------------------------------------------------------- | ----- |
| 1                                                                                         | Bianca Belair (c) bat IYO SKY (avec Bayley et Dakota Kai)                            | Match simple pour le WWE Raw Women's Championship          | 18:00 |
| 2                                                                                         | Seth "Freakin" Rollins bat Omos (avec MVP)                                           | Match simple                                               | 10:30 |
| 3                                                                                         | Austin Theory (c) bat Bobby Lashley et Bronson Reed                                  | Triple Threat match pour le WWE United States Championship | 6:50  |
| 4                                                                                         | Rhea Ripley (c) bat Zelina Vega                                                      | Match simple pour le WWE SmackDown Women's Championship    | 7:10  |
| 5                                                                                         | Bad Bunny bat Damian Priest                                                          | San Juan Street Fight match                                | 25:00 |
| 6                                                                                         | The Bloodline (The Usos et Solo Sikoa) battent Kevin Owens, Sami Zayn et Matt Riddle | 6-Man Tag Team match                                       | 22:00 |
| 7                                                                                         | Cody Rhodes bat Brock Lesnar                                                         | Match simple                                               | 9:45  |
| La lettre C placée entre parenthèses désigne la personne ou l’équipe championne en titre. |                                                                                      |                                                            |       |

### Article annexes
- Liste des pay-per-views de la WWE
- WWE Backlash